# Крествуд (Міссурі)
Крествуд (англ. Crestwood) — місто (англ. city) в США, в окрузі Сент-Луїс штату Міссурі. Населення — 12 404 особи (2020).

## Географія
Крествуд розташований за координатами 38°33′25″ пн. ш. 90°22′42″ зх. д. / 38.55694° пн. ш. 90.37833° зх. д. (38.556903, -90.378266).  За даними Бюро перепису населення США в 2010 році місто мало площу 9,32 км², уся площа — суходіл.

## Демографія
Згідно з переписом 2010 року, у місті мешкало 11 912 осіб у 5153 домогосподарствах у складі 3348 родин. Густота населення становила 1278 осіб/км².  Було 5452 помешкання (585/км²).
Расовий склад населення:
| - 93,8 % — білих - 2,4 % — азіатів - 1,6 % — чорних або афроамериканців - 0,2 % — корінних американців - 0,1 % — вихідців з тихоокеанських островів |

До двох чи більше рас належало 1,7 %. Частка іспаномовних становила 1,9 % від усіх жителів.
За віковим діапазоном населення розподілялося таким чином: 20,5 % — особи молодші 18 років, 57,2 % — особи у віці 18—64 років, 22,3 % — особи у віці 65 років та старші. Медіана віку мешканця становила 46,0 року. На 100 осіб жіночої статі у місті припадало 88,9 чоловіків;  на 100 жінок у віці від 18 років та старших — 85,7 чоловіків також старших 18 років.
Середній дохід на одне домашнє господарство  становив 79 910 доларів США (медіана — 64 763), а середній дохід на одну сім'ю — 94 655 доларів (медіана — 77 991). Медіана доходів становила 57 130 доларів для чоловіків та 42 167 доларів для жінок. За межею бідності перебувало 5,4 % осіб, у тому числі 9,0 % дітей у віці до 18 років та 5,1 % осіб у віці 65 років та старших.
Цивільне працевлаштоване населення становило 6062 особи. Основні галузі зайнятості: освіта, охорона здоров'я та соціальна допомога — 28,1 %, науковці, спеціалісти, менеджери — 14,8 %, роздрібна торгівля — 11,8 %.